# Derrick Phelps
Derrick Phelps (* 31. Juli 1972 in Staten Island) ist ein ehemaliger US-amerikanischer Basketballspieler, der als Profi insbesondere in Europa spielte, davon mehrere Spielzeiten in der deutschen Basketball-Bundesliga. Wegen seiner Spielübersicht und der Fähigkeit, als Aufbauspieler und Spielmacher das Spiel seiner Mannschaft zu dirigieren, bekam er auch den Spitznamen General. Mit Alba Berlin wurde Phelps zweimal deutscher Meister, dabei war er 2002 mit dem Sieg im Pokalwettbewerb Doublegewinner.

## Spieler

### Vereinigte Staaten
Phelps kam in Staten Island in New York City zur Welt und wuchs in Queens auf. Er spielte zunächst Baseball, zum Basketball brachte ihn sein Vater Emanuel, der diese Sportart ebenfalls betrieben hatte. Als Schüler war Derrick Phelps Mitglied der Basketballmannschaft der Gabriel’s Catholic School, später der King Regional High School.
Während seines Studiums an der University of North Carolina in Chapel Hill spielte Phelps für das renommierte Basketballteam Tar Heels unter Trainer Dean Smith. 1993 gewann er zusammen mit Donald Williams, Henrik Rödl, George Lynch und Eric Montross die landesweite Meisterschaft der NCAA Division I in einem dramatischen Endspiel gegen die später disqualifizierten Wolverines der University of Michigan, das durch einen technischen Fehler des später an erster Stelle des NBA-Draftverfahrens 1993 ausgewählten Chris Webber entschieden wurde, als dieser im Ballbesitz befindlich eine nicht mehr vorhandene Auszeit in den Schlusssekunden forderte. Linkshänder Phelps stellte Anfang Februar 1992 mit neun Ballgewinnen in einem Spiel eine Hochschulbestmarke auf. Auch die 247 Ballgewinne, die zwischen 1990 und 1994 für ihn verbucht wurden, bedeuteten einen Rekord.
Nachdem er im NBA-Draftverfahren 1994 nicht ausgewählt worden war, spielte Phelps im Anschluss an sein Studium zunächst in der Continental Basketball Association zwei Spielzeiten für die Chicago Rockers. Zum Ende der Saison 1994/95 kam er zu drei Kurzeinsätzen bei den Sacramento Kings in der NBA. Zudem war er im Kader bei den Trainingslagern vor Saisonbeginn bei den Milwaukee Bucks (1994) und den Philadelphia 76ers (1997) sowie wurde im Expansion Draft 1995 vom Liganeuling Vancouver Grizzlies ausgewählt, jedoch nie für den Saisonkader berufen. Nach einer Spielzeit 1996/97 in Deutschland kehrte er zur Saison 1997/98 in die CBA zurück, um für die Rockers, die mittlerweile als Bobcats nach La Crosse umgezogen waren, sowie Rockford Lightning zu spielen.

### Europa
1996 wurde Phelps vom TTL Bamberg für die Bundesliga-Saison 1996/97 unter Vertrag genommen. Bamberg schied in dieser Saison im Halbfinale um die deutsche Meisterschaft gegen den Aufsteiger und späteren Vizemeister Telekom Baskets Bonn aus. Phelps war in dieser Saison mit durchschnittlich 17,7 Punkten je Begegnung Bambergs bester Korbschütze. Bonn verpflichtete Phelps schließlich selbst, wo er von 1998 bis 2000 spielte und 1999 eine weitere Vizemeisterschaft für den Verein erreichte. In der Saison 1999/2000 führte Phelps mit durchschnittlich 2,4 Ballgewinnen je Spiel die Bundesliga an, sein Mittelwert von 4,3 Korbvorlagen war ligaweit der fünftbeste Wert, des Weiteren kam er auf 14,5 Punkte je Begegnung, was innerhalb der Bonner Mannschaft den Höchstwert bedeutete.
Zur Bundesliga-Saison 2000/01 wurde Phelps schließlich vom Serienmeister Alba Berlin unter Vertrag genommen und er erreichte mit seinen Mannschaftskameraden, unter denen sich auch sein früherer Tar Heels-Mitspieler Henrik Rödl befand, zwei weitere Meisterschaften 2001 und 2002, davon letztere jeweils in Kombination mit dem Pokalsieg. 2002 wechselte Phelps ins französische Limoges zum Landesmeister-Europapokalsieger von 1993 Cercle Saint-Pierre (CSP), der sich jedoch in der Krise befand und in jener Saison nur knapp den Abstieg vermeiden konnte, bevor er im Jahr darauf aufgelöst wurde.
Phelps war schon in der Saison 2003/04 in die deutsche Bundesliga zurückgekehrt und trat für EnBW Ludwigsburg an, der jedoch sportlich strauchelte und nur wegen der Insolvenzen von Brandt Hagen und FIBA-EuroCup-Challenge-Gewinner MBC Weißenfels in der Liga verblieb. Nach wenigen Spielen für den polnischen Verein Śląsk aus Breslau stand Phelps in der Saison 2004/05 bei den EiffelTowers aus dem niederländischen Nijmegen unter Vertrag. Während die Mannschaft 2005 mit EBDC Den Bosch fusionierte und nach Den Bosch umzog, zog es Phelps nach Bamberg zurück, wo er seine Europakarriere 1996 begonnen hatte. In der Bundesliga-Saison 2005/06 war für den Titelverteidiger mit Phelps wie 1997 im Meisterschaft-Halbfinale Endstation, diesmal gegen den späteren Meister RheinEnergie Köln.
In der Folge war Phelps noch für Spartak Primorje aus Wladiwostok an der Pazifikküste im asiatischen Teil Russlands aktiv. In der Saison 2009/10 spielte er zudem unter seinem ehemaligen Bonner Trainer Bruno Socé beim rumänischen Verein aus Mediasch.

## Trainer
2010 wurde Phelps in seinem Heimatland im Stab der Fordham University für die Zusammenstellung von Videoausschnitten aus Spielen und Übungseinheiten zuständig. 2011 wechselte er als Assistenztrainer an die Monmouth University, an der er bis 2014 beschäftigt war. Es folgten Stellen ebenfalls als Assistenztrainer an der Columbia University (2014–2016), der University of San Francisco (2016–2019), der Washington State University (2019–2022), der Monmouth University (2023), der Marist University (2023/24) und der Long Island University (2024/25). 2025 kehrte Phelps als Assistenztrainer an die Fordham University zurück.